# Peter Berndtson
Peter Einar Berndtson, född 27 juni 1956 i Helsingfors, död 16 november 2018 i Helsingfors, var en finlandssvensk TV-journalist som medverkade bland annat i programmen Veckans puls, Jag e jag och Seportaget.